# Dimitri Claeys
Dimitri Claeys (ur. 18 czerwca 1985 w Gandawie) – belgijski kolarz szosowy.

## Osiągnięcia
Opracowano na podstawie:

2004
- 3. miejsce w Vlaams-Brabantse Pijl

2005
- 2. miejsce w Grand Prix Bati-Metallo
- 1. miejsce w Vlaams-Brabantse Pijl
- 3. miejsce w Tour du Valromey

2008
- 1. miejsce w mistrzostwach Belgii U23 (start wspólny)

2009
- 1. miejsce w mistrzostwach Belgii U23 (start wspólny)

2010
- 3. miejsce w Grand Prix Des Marbriers

2012
- 3. miejsce w Omloop Het Nieuwsblad U23

2013
- 3. miejsce w Flèche Ardennaise
- 1. miejsce w Omloop Het Nieuwsblad U23

2014
- 2. miejsce w Circuit de Wallonie
- 1. miejsce w Omloop Het Nieuwsblad U23

2015
- 2. miejsce w Ster van Zwolle
- 1. miejsce w Tour de Normandie
  - 1. miejsce w klasyfikacji punktowej
  - 1. miejsce na 2. etapie
- 1. miejsce na 4. etapie Tour of Croatia
- 1. miejsce na 1. etapie Paris-Arras Tour (jazda drużynowa na czas)
- 2. miejsce w Ronde van Limburg
- 1. miejsce w Internationale Wielertrofee Jong Maar Moedig
- 2. miejsce w Omloop Het Nieuwsblad U23
- 2. miejsce w Dwars door de Vlaamse Ardennen
- 1. miejsce w Grand Prix de la ville de Pérenchies
- 2. miejsce w Grote Prijs Jef Scherens
- 2. miejsce w Primus Classic
- 2. miejsce w Duo Normand

2016
- 2. miejsce w Internationale Wielertrofee Jong Maar Moedig
- 1. miejsce na 3. etapie Tour de Wallonie
- 1. miejsce w Grote Prijs Jef Scherens

2018
- 1. miejsce w Quatre Jours de Dunkerque
- 2. miejsce w Grand Prix de Wallonie

2019
- 1. miejsce w Famenne Ardenne Classic

## Rankingi
| Rok             | 2010 | 2011 | 2012 | 2013 | 2014 | 2015 | 2016 | 2017 | 2018 | 2019 | 2020 | 2021 |
| --------------- | ---- | ---- | ---- | ---- | ---- | ---- | ---- | ---- | ---- | ---- | ---- | ---- |
| World Ranking   |      |      |      |      |      |      | 104. | 398. | 176. | 335. | 189. | 310. |
| UCI Europe Tour | 432. | -    | 489. | 255. | 176. | 3.   | 36.  | 244. | 60.  | 272. | 156. | 262. |
|                 |      |      |      |      |      |      |      |      |      |      |      |      |
| Źródło: UCI     |      |      |      |      |      |      |      |      |      |      |      |      |